# Луна (къмпинг)
Вижте пояснителната страница за други значения на Луна.
„Луна“ е къмпинг на Българското Черноморие, в Община Бяла, област Варна. Пощенският му код е 7100.
Разположен е на 2 километра югозападно от град Бяла и на 1,5 км северно от Обзор, на границата на Област Варна с Област Бургас.
Цените в къмпинга са между 2 и 4 щатски долара на ден.